# Alessandro Aimar
Alessandro Aimar (* 5. Juni 1967 in Mailand) ist ein ehemaliger italienischer Leichtathlet, der sich auf den 400-Meter-Lauf spezialisiert hat. Mit der italienischen 4-mal-400-Meter-Staffel gewann er 1991 die Bronzemedaille bei den Hallenweltmeisterschaften in Sevilla und siegte 1991 bei den Mittelmeerspielen in Athen.

## Sportliche Laufbahn
Erste internationale Erfahrungen sammelte Alessandro Aimar vermutlich im Jahr 1990, als er der italienischen 4-mal-400-Meter-Staffel bei den Europameisterschaften in Split zum Finaleinzug verhalf. Im Jahr darauf gewann er bei den Hallenweltmeisterschaften in Sevilla in 3:05,51 min gemeinsam mit Marco Vaccari, Vito Petrella und Andrea Nuti die Bronzemedaille hinter den Teams aus Deutschland und den Vereinigten Staaten und im Juli siegte er mit der Staffel in 3:03,20 min bei den Mittelmeerspielen in Athen. Anschließend schied er bei den Weltmeisterschaften in Tokio mit 3:0272 min im Vorlauf aus. 1992 nahm er mit der Staffel an den Olympischen Sommerspielen in Barcelona teil und gelangte dort mit 3:02,18 min im Finale auf Rang sechs. Im Jahr darauf wurde er bei den Hallenweltmeisterschaften in Toronto im Staffelbewerb disqualifiziert und im Juli schied er bei der Sommer-Universiade in Buffalo mit 47,25 s im Halbfinale über 400 Meter aus und mit der Staffel belegte er in 3:07,82 min den siebten Platz. Zuvor belegte er bei den Mittelmeerspielen in Narbonne in 47,45 s den achten Platz über 400 Meter und gewann mit der Staffel in 3:05,11 min die Bronzemedaille hinter den Teams aus Frankreich und Marokko. Anschließend kam er bei den Weltmeisterschaften in Stuttgart mit der Staffel mit 3:01,85 min nicht über die Vorrunde hinaus. 1994 schied er bei den Halleneuropameisterschaften in Paris mit 47,38 s im Halbfinale über 400 Meter aus und auch bei den Freilufteuropameisterschaften in Helsinki schied er mit 46,33 s im Semifinale aus. Zudem belegte er dort mit der Staffel in 3:03,46 min den vierten Platz. 1995 kam er bei den Weltmeisterschaften in Göteborg mit 3:02,01 min nicht über den Vorlauf mit der Staffel hinaus und im Jahr darauf schied er bei den Olympischen Sommerspielen in Atlanta mit 3:02,56 min im Halbfinale aus. 1997 verpasste er bei den Hallenweltmeisterschaften in Paris mit 3:09,98 min den Finaleinzug und 2000 beendete er seine aktive sportliche Karriere im Alter von 33 Jahren.

## Persönliche Bestleistungen
- 400 Meter: 45,76 s, 28. Juli 1993 in Sestriere
  - 400 Meter (Halle): 47,38 s, 12. März 1994 in Paris